# 잠들지 못하던 어느밤
"잠들지 못하던 어느밤"는 2016년에 제작한 대한민국의 영화이다.

## 캐스팅
- 백종환
- 김그림
- 최정원
- 고나희
- 박지원